# L'oro di Napoli (pel·lícula)
L'oro di Napoli és una pel·lícula italiana d'antologia del 1954 dirigida per Vittorio De Sica. Va participar en el 8è Festival Internacional de Cinema de Canes.

## Sinopsi

### Il guappo
Don Saverio Petrillo exerceix la professió de "Pazzariello" i durant deu anys la seva vida ha estat un infern. De fet, el guapo del Rione Sanità, don Carmine Javarone, després de la mort de la seva dona, va residir a casa seva i va dictar la llei a tota la seva família. El moment de venjança arriba quan al guapo, després d’un suposat atac de cor, se li aconsella abstenir-se de fatiga i emocions, per respecte al cor. Saverio ho aprofita i el llença fora de casa, fent ostentació del gest davant tot el barri, segur que don Carmine ja no pot fer mal. Tanmateix, el diagnòstic va ser erroni i, tan aviat com se n’assabenta, Don Carmine torna a la casa Petrillo per obtenir una reparació. Però allà troba una família compacta, disposada a fer qualsevol cosa per evitar iniciar la vida d’humiliacions d’abans. I decideix marxar voluntàriament.

### Pizze a credito
Sofia i el seu marit Rosario dirigeixen una pizzeria per emportar al barri de Materdei. Sofia és bella i amb corbes. Rosario, per descomptat, és gelós i possessiu. Un dia desapareix el car anell de compromís que sempre ha portat Sofia. Podria haver caigut en la massa de pizza menjada pel guàrdia nocturn del barri, en la d’un frare o en la consumida d’un vidu fresc, però la veritat és més amarga: Sofia l’havia deixat al jove amant que, no sense vergonya, el torna a la dona que fingeix haver-la trobat en una pizza. A Rosario només hi haurà confirmació de la traïció, mentre Sofia passa sense pudor entre la gent del barri amb el cap ben alt.

### Il funeralino
Després de la mort d’un nen, la processó fúnebre organitzada per la mare l’acompanya per última vegada.

### I giocatori
El comte Pròsper és un noble napolità sufocat per la seva esposa rica i lletja, que l'ha proscrit a causa del seu hàbit de jugar. L'home busca la seva venjança en llargs jocs de cartes amb Gennarino, el fill del porter, un noi de vuit anys que el segueix colpejant amb una escombra i contra qui es juga tot, fins i tot la seva roba.

### Teresa
Teresa és una prostituta originària de Castelli Romani, amb qui un es vol casar un pretendent anònim, jove, guapo i ric. Només després de la cerimònia, Teresa descobreix que tot s'ha organitzat perquè l'home se sent culpable del suïcidi de Lucia, una jove pretendent no corresposta. En casar-se amb Teresa i exposar-se al judici malèvol de tots, el jove es proposa pagar el seu pecat. Al principi, Teresa reacciona amb orgull: se sent humiliada, ofesa i surt de casa. Però després, trobant-se sola, de nit, sense diners i amb la perspectiva de reprendre la seva vida anterior, esclata a plorar, desesperada. Aleshores, decideix recuperar el seu orgull i refer els seus passos.

### Il professore
Don Ersilio Miccio ven saviesa. Per uns quants cèntims, dona consells decisius als nuvis gelosos, als militars enamorats i als feligresos que busquen un eslògan. Però el problema del barri és com castigar els nobles del lloc: un parnacchio ho solucionarà tot.

## Repartiment

### SegmentTeresa
- Silvana Mangano – Teresa
- Erno Crisa – Don Nicola

### SegmentPizze a credito
- Sophia Loren – Sofia
- Paolo Stoppa – Don Peppino, el vidu
- Giacomo Furia – Rosario, marit de Sofia
- Alberto Farnese – Alfredo, amant de Sofia
- Tecla Scarano – Amic de Don Peppino

### SegmentIl professore
- Eduardo De Filippo – Don Ersilio Miccio
- Tina Pica – Dama anciana

### SegmentIl guappo
- Totò – Don Saverio Petrillo
- Lianella Carell – Carolina, esposa de Don Saverio

## Estrena
Paramount no va prendre la seva opció d’estrenar la pel·lícula als Estats Units i no va ser fins al febrer de 1957 que la pel·lícula es va distribuir definitivament allà, projectant-se al  Paris Theatre de New York durant 18 setmanes, guanyant al distribuïdor, Distributors Corporation of America, $72,000.

## Reconeixement
Als Nastri d'argento 1955 va rebre dos premis, el de millor actriu protagonista per Silvana Mangano i el de millor actor no protagonista per Paolo Stoppa. També ha estat seleccionada entre els 100 film italiani da salvare.